# مارلين إل. ميلر
مارلين إل. ميلر (بالإنجليزية: Marilyn L. Miller)‏ هي أمينة مكتبة أمريكية، ولدت في 9 أكتوبر 1930 في سانت جوزيف في الولايات المتحدة، وتوفيت في 22 مايو 2014 في غرينزبورو في الولايات المتحدة.